# Slatina Pokupska
Slatina Pokupska – wieś w Chorwacji, w żupanii sisacko-moslawińskiej, w mieście Glina. W 2011 roku liczyła 88 mieszkańców.